# Rondeletia nipensis
Rondeletia nipensis är en måreväxtart som beskrevs av Ignatz Urban. Rondeletia nipensis ingår i släktet Rondeletia och familjen måreväxter. Utöver nominatformen finns också underarten R. n. moaensis.